# Yunya-Kloster
Das Yunya-Kloster (chinesisch 云崖寺, Pinyin Yúnyá sì, englisch Yunya temple) im Kreis Zhuanglang, Provinz Gansu, China, liegt zwischen dem östlichen Teil des Kreises Zhuanglang und dem Ende des Guan-Berges, der zum westlichen Fuß des Liupan-Gebirges gehört.
Das buddhistische Kloster aus der Nördlichen Wei-Dynastie ist berühmt für seine Höhlentempel (Yunyasi shiku 云崖寺石窟), die bis in die Zeit der Westlichen Wei- und Nördlichen Zhou-Dynastie reichen.
Seit 2006 stehen das Yunya-Kloster (Yunya si) und die Chenjiadong-Grotten (Chenjia dong shiku 陈家洞石窟) gemeinsam auf der Liste der Denkmäler der Volksrepublik China in Gansu (6-868).